# KT테크 테이크 핏
KT테크 테이크 핏(Take FiT)은 KT테크가 2012년 5월 2일에 출시한 스마트폰이다. KT테크의 스마트폰 중 최초로 안드로이드 4.0 아이스크림 샌드위치를 탑재하여 출시되었으며, KT테크의 마지막 3G 스마트폰이기도 하다.
2013년 2월 20일 안드로이드 젤리빈 업데이트가 정식으로 진행되었다.